# Cope Cage

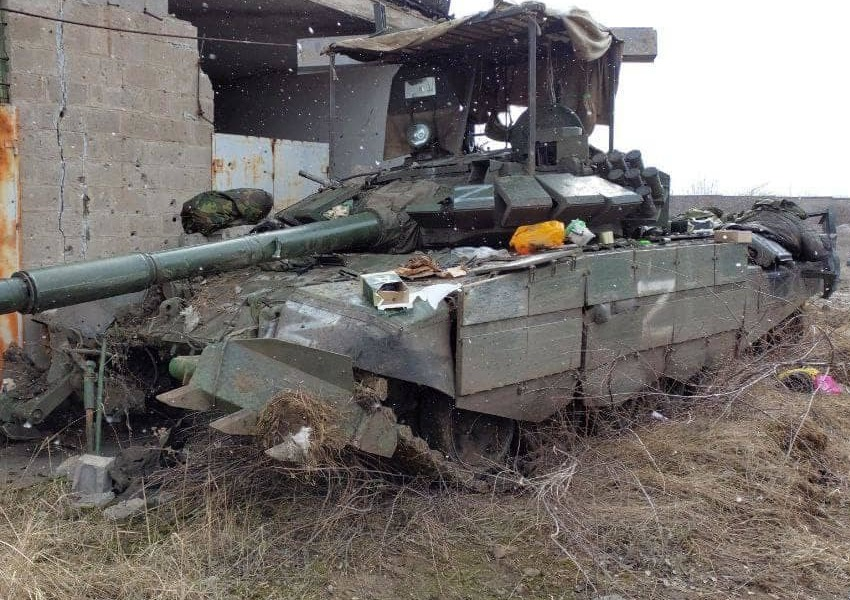
Aufgegebner russischer T-72 mit einer frühen Form des „Cope Cage“, März 2022

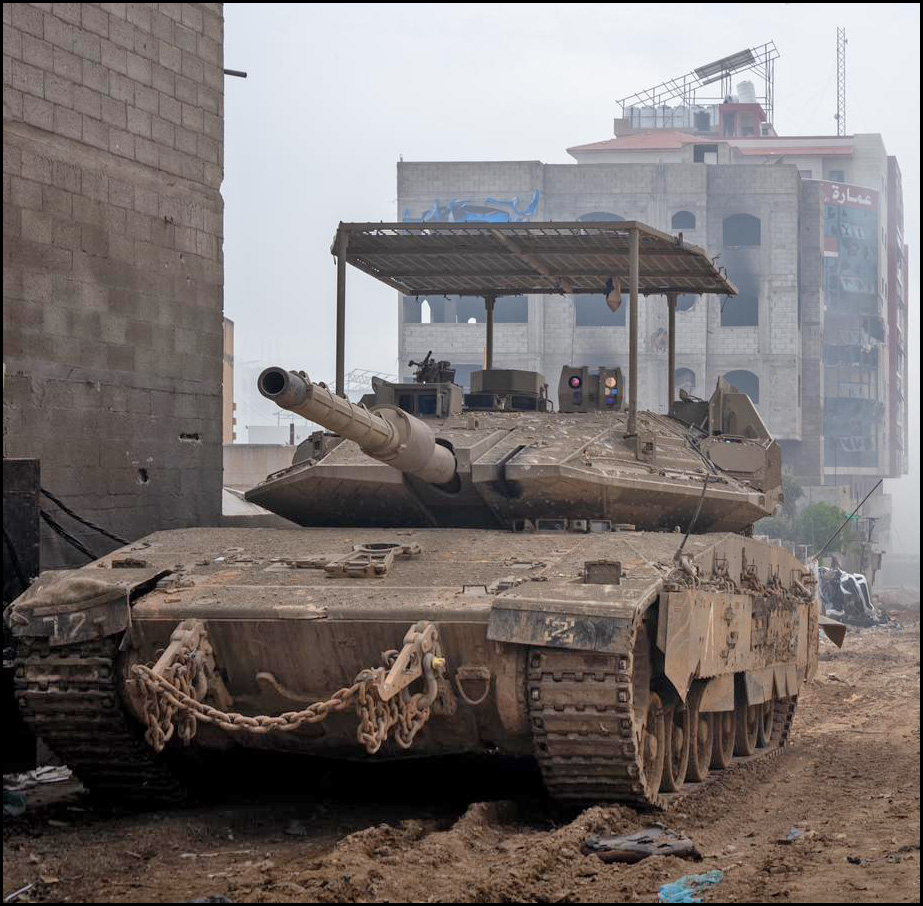
Israelischer Merkava, März 2024

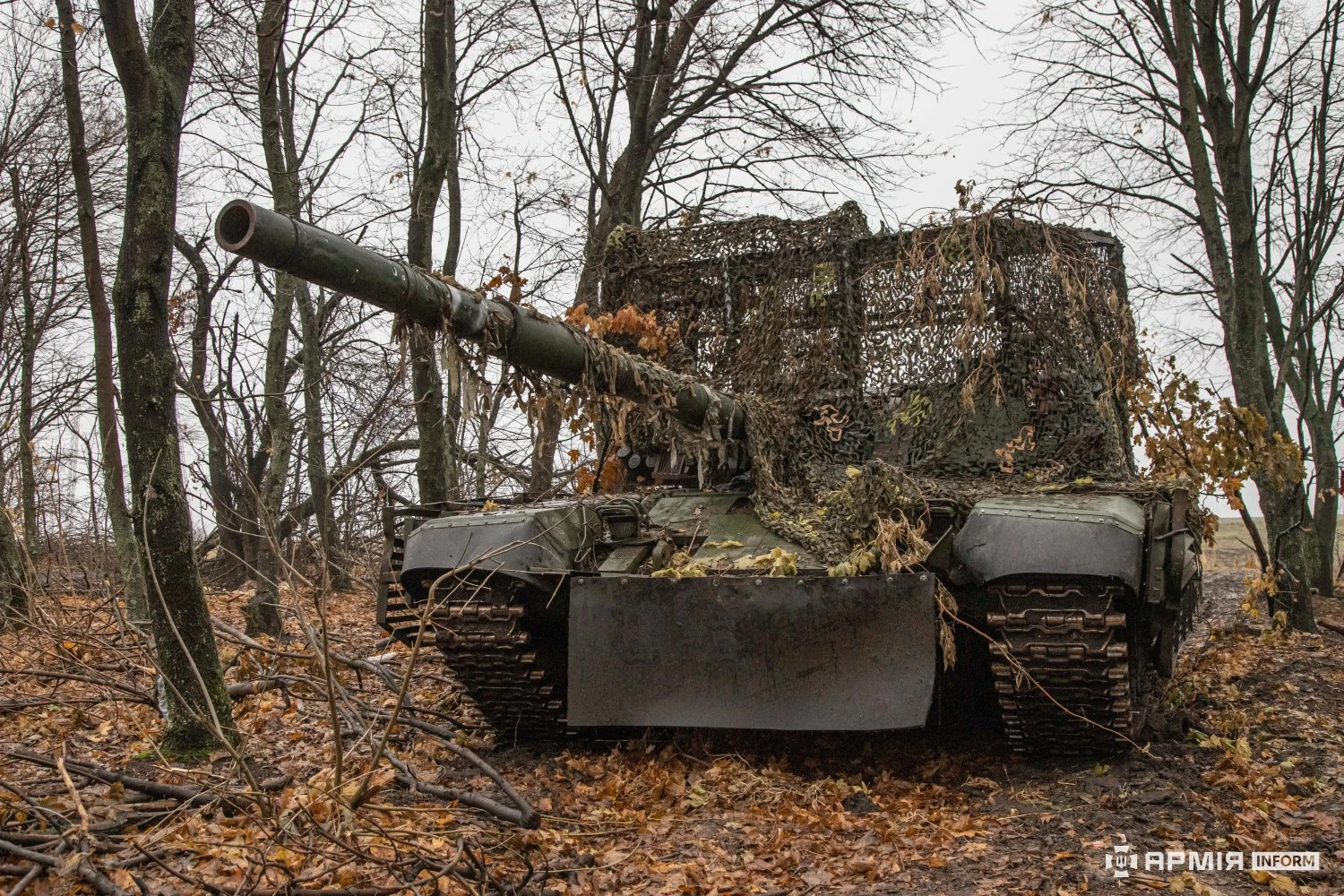
Ukrainischer PT-91 mit der späten Form des „Cope Cage“, Januar 2025

Cope cage ist eine Form der Käfigpanzerung, die über dem Geschützturm eines Panzerfahrzeugs angebracht wird. Diese Zusatzpanzerung kam seit dem Russischen Überfall auf die Ukraine seit 2022 zur Anwendung.

## Technik
„Cope cages“ bestehen, wie die  Käfigpanzerung, aus Gittern oder Maschendraht, die über dem Geschützturm eines Panzerfahrzeugs angebracht wird. Vielfach werden diese im Feld improvisiert, aber es gibt auch Ausführungen, die standardisiert in einer Fabrik hergestellt wurden. Die „Cope Cages“ sollen Panzerabwehr-Hohlladungsgeschosse früher detonieren lassen damit diese die weniger gut geschützte Turmoberseite nicht durchschlagen.

## Begriff
Der Begriff „Cope“, auf englisch etwa „Zurechtkommen“, ist verspottend gemeint. Gegen die großen Panzerabwehrlenkraketen waren die „Cope Cages“ nämlich so gut wie wirkungslos. Der Begriff kam nach dem Russischen Überfall auf die Ukraine im Internet auf und wurde dann auch von Experten übernommen.

## Anwendung
Käfigpanzerungen an sich sind schon lange bekannt, diese wurde aber in der Regel nur an den Seiten der Fahrzeugs angebracht. Dass Turmoberseiten in neueren Konflikten gefährdet sind, musste die russische Armee schon im ersten Tschetschenienkrieg 1994–1995 bei dem Schlacht um Grozny erfahren. Dort wurden viele russische Panzer durch RPGs, welche von hohen Gebäuden abgefeuert wurden, ausgeschaltet. Beim Krieg um Bergkarabach 2020 wurden so auch viele Panzer erstmals durch Kampfdrohnen zerstört. Somit bekamen von oben kommende Bedrohung für Panzerfahrzeuge eine weit größere Beachtung.
Im November 2021, noch vor der groß angelegter Militärinvasion, wurden russische Panzer mit Zusatzpanzerung auf dem Dach gesichtet. Es wird angenommen dieses geschah in Vorbereitung der russischen Invasion. Die Ukraine wurde im Zuge des Russisch-Ukrainischen Konflikts mit „top-attack“ Waffen, insbesondere mit der US-amerikanischen Panzerabwehrlenkwaffe FGM-148 Javelin aufgerüstet. Offenbar sah das russische Militär die neuen Waffen und Taktiken, welche die Oberseite der Panzer angreifen, als eine ernsthafte Bedrohung an und wollte darauf reagieren.
Nach dem Start der Invasion hat sich herausgestellt, dass die nun als „Cope Cage“ genannten Dachgitter ineffektiv gegen schwere Panzerabwehrlenkwaffen wie Javelin oder NLAW waren.
Aber die Zusatzpanzerung hatte zumindest gegen die nun in großer Zahl verwendeten Drohen, die kleinere Panzerabwehrgranaten abwerfen, einen gewissen Schutz zu bieten, deswegen wurden sie weiter verwendet. Einen Anteil mag auch die Motivation der Besatzung haben, etwas aktiv gegen mögliche Gefahren zu unternehmen. So statteten schon Panzerbesetzungen im Zweiten Weltkrieg ihre Panzerfahrzeuge mit in der Regel ineffektiver improvisierter Zusatzpanzerungen aus.
Nach dem Beginn der Invasion kamen zunehmend FPV-Killerdrohnen, die von ferngesteuert ins Ziel gelenkt werden, zum Einsatz. Diese Drohnen konnten so sehr gezielt Schwachstellen der Panzerung angreifen. So wurde angefangen nicht nur die Dachoberseite, sondern den gesamten Turm mit einem Käfig zu umgeben. Der Höhepunkt dieser Entwicklung waren die russischen sogenannten „Turtle Tanks“ (Schildkrötenpanzer). Diese Panzer werden durch improvisierte zusätzliche schwere Panzerplatten geschützt, so dass der Geschützturm nicht mehr drehbar ist. Solche Panzer werden an der Angriffsspitze vorausgeschickt um, oft mit Störsendern ausgerüstet, damit nachfolgende Fahrzeuge vor Drohen geschützt sind.
Die Effektivität der „Cope Cages“ lässt sich aufgrund der weniger zuverlässigen Datenlage, der sich schnell entwickelnden Technologie sowie Gefechtstaktiken schwer beurteilen. Doch aller Kritik zum Trotz wird in vielen Armeen der Welt mit ihnen experimentiert.
Viel beachtet wurde die Nutzung der „Cope Cages“ durch Israel in dem Konflikt mit der Hamas in Gaza seit 2023. Das israelische Militär will damit die Bedrohung durch Drohnen, die kleine Hohlladungsgranate abwerfen, verringern. Das obwohl die Merkava-Panzer mit dem abstandsaktiven Hardkill-System Trophy ausgerüstet sind. Diese Bedrohung kann das System offenbar nicht bekämpfen. Auf diese weise konnte die Hamas mindestens einen Merkava ausschalten.
Strukturen, die den „Cope Cages“ ähneln, wurden auch bei russischen U-Booten gesichtet. Vermutlich dienen diese dem Schutz vor von Drohnen abgeworfenen Granaten, wenn diese aufgetaucht in Hafen liegen.

## Nachteile
Ein ausladender Cope Cage auf dem Dach eines Fahrzeugs vergrößert dessen Silhouette. Diese erhöht aber das Risiko einer Erkennung und somit Bekämpfung durch den Gegner. Die Nutzung steht somit im Gegensatz zu der bisherigen sowjetischen bzw. russischen Doktrin, Panzer mit möglichst kleiner Silhouette zu konstruieren.
In der Regel behindert ein „Cope Cage“ die Ausstiegsmöglichkeiten der Panzerbesatzung im Notfall und senkt somit die Überlebensfähigkeit nach einem Angriff. Auch behindert er ein oft dem Dach montiertes Maschinengewehr.